# Leptadrillia loria
Leptadrillia loria é uma espécie de gastrópode do gênero Leptadrillia, pertencente a família Drilliidae.